# Zygomyia aguarensis
Zygomyia aguarensis är en tvåvingeart som beskrevs av Lane 1951. Zygomyia aguarensis ingår i släktet Zygomyia och familjen svampmyggor. Inga underarter finns listade i Catalogue of Life.